# میز چپل (مریلند)
میز چپل (به انگلیسی: Mays Chapel) شهری در ایالت مریلند کشور ایالات متحده آمریکا است که جمعیت آن در سرشماری سال ۲۰۱۰ میلادی، ۱۱٬۴۲۰ نفر بوده‌است.